# Finisterre jezici
Finisterre jezici (privatni kod: fini), transnovogvinejska podskupina finisterre-huonskih jezika koji se govore na području Papue Nove Gvineje. Sastoji se od (40) jezika:.
a. Erap (11): finongan, gusan, mamaa, munkip, nakama, nek, nimi, nuk, numanggang, sauk, uri.
b. Gusap-Mot (7): iyo, madi, nekgini, neko, ngaing, rawa, ufim.
c. Uruwa (5): nukna, sakam, som, weliki, yau.
d. Wantoat (3): awara, tuma-irumu, wantoat.
e. Warup (8): asaro'o, bulgebi, degenan, forak, guya, gwahatike, muratayak, yagomi.
f. Yupna (6): bonkiman, domung, gabutamon, ma, nankina, yopno.
a. Abaga (1): abaga. Danas se vodi kao predstavnik skupine madang.

## Vanjske poveznice
- Ethnologue (14th)
- Ethnologue (15th)